# Kistemplom (Marosvásárhely)
A  Kistemplom Marosvásárhely belvárosában, a Gecse Dániel utcában (strada Ștefan cel Mare) álló egyhajós, késői barokk díszítésű református templom. Nevét a Vártemploménál valamivel kisebb méretéről kapta, de így is hétszáz férőhellyel rendelkezik. 1815 és 1829 között épült egy olyan telken, melyen már a 18. század elején egy református fatemplom állt. Felszentelésére 1830-ban került sor, mai kinézetét az 1920-as évek végén nyerte el.

## Elnevezése
Kezdetben Ispotály-templomnak nevezték a korábban itt álló épületre hivatkozva. 1864-ben említik legelőször Kis templomként („a kis templomi papi haztol”), az egybeírt forma a 20. század elején honosodott meg. A „kis” jelzővel különböztették meg a Várban épült középkori „nagytemplomtól”, vagyis a Vártemplomtól.
A templom előtti utcarészt, továbbá a templomot körülölelő, a Gecse Dániel utcából (strada Ștefan cel Mare) nyíló teret (voltaképpen U alakú házsort) a köznyelvben Kistemplom térnek nevezik. Hivatalos neve többször változott: a 20. század elején Újtelepnek nevezték, az 1930-as években Petru Mușat, az 1940-es évek elején Nagy Károly tér, a 20. század második felében Bisericii Mici, ma Memorandului. 2021-ben az önkormányzat elfogadott egy határozatot arról, hogy a teret Gecse Dánielről nevezik el, azonban helyi román szervezetek felháborodásukat fejezték ki, a törvényszék pedig végül elutasította az átnevezést.

## Története

### Az ispotály
A Szentmiklós utca végén álló telket a 17. század elején kapta a Református Egyházközség a Sásvári család hagyatékából. A jelenlegi templom környékén ispotályt emeltek, mely nevével ellentétben nem kórház, hanem szegénygondozó szerepét töltötte be, és eredete egészen a középkorra nyúlik vissza. Első említése egy 1638-as számadásban jelenik meg („mikor az ispotaliban az fundamentumat hánattam Gergely pápa hetében”). Az ispotály működését és kiadásait a hívők adományai fedezték.
A városba visszatérő katolikusok megerősödésével az ispotály a felekezetek közötti ellentétek kereszttüzébe került; a katolikusok először jogi helyzetével találtak problémákat, majd azt követelték, hogy katolikus szegényeket is fogadjanak be. A támadásokkal szemben az érvelések és a kihallgatások haszontalanok voltak, az ispotály és annak vagyona 1788-ban a városi tanács birtokába került. Ekkor azonban az épület már igen romos, részben lakhatatlan volt, így lakóit 1818-ban kiköltöztették egy Régibaromvásár utcai (jelenleg Márton Áron utca) házba, az ispotályt pedig lebontották.

### A templom a 18–19. században
Az ispotály mellett már a 18. század elején Kolozsvári Szőts Dániel városbíró támogatásával egy református fatemplomot emeltek, melyet a helybeliek Külsőtemplomként vagy Ispotály-templomként ismertek; ennek első említése egy 1722-es számadásban maradt fenn („Az Ispotály Temploma záráért fizettem az órásnak”). Az ispotállyal ellentétben a templom és az időközben emelt melléképületek (papi, kántori, harangozói házak, iskolaépület) az egyház tulajdonában maradtak.
A hívek száma folyamatosan növekedett (1765-ben 2418, 1827-ben már 4401 református volt a városban), az elöregedett, megrokkant fatemplom a 19. század elején pedig már kicsinek bizonyult, így egy 1811-es konzisztóriumi gyűlésen egy új templom építéséről döntöttek. A toronygombirat szerint 1815. július 31-én Borosnyai Lukács János főgondnok és Kemény Sámuel táblai ülnök elhelyezték a kőtemplom alapkövét; a szertartást Székely Márton, az egyházközség első papja végezte. A templom tervezője Sófalvi József, kivitelezője Schaffner Ignác volt. Az építkezés lassan haladt, és több kifogásolható megoldáshoz folyamodtak – például egy tanácsi határozat engedélyt adott a temető lekopott feliratú sírköveinek felhasználására, mivel túl körülményes lett volna az esős időszakban köveket kiemelni a Marosból.
Számos magánszemély és céh támogatta a templomépítést (az adakozók között szerepelt Teleki Sámuel kancellár is), az egyház pedig a malmok, erdők jövedelmét is felhasználta, továbbá külső kölcsönhöz is folyamodott (melyet azonban nem hagytak jóvá). Mindezek ellenére 1818-ban pénzhiány miatt a munkálatok leálltak. Ekkor még csak a templom falait húzták fel, a fedetlenül álló épület pedig hamarosan omladozni kezdett (az istentiszteleteket továbbra is a szomszédos fatemplomban tartották). 1827-ben Nemes János és több más polgár adományainak köszönhetően lehetőség nyílt az építkezés folytatására, 1829-ben pedig Lantos András vezetésével végül elkészült a templom. Szintén ebben az évben helyezték el a ma is meglévő nyolcmázsás harangot és az óra számlapját. A legelső istentiszteletet 1828. adventjében tartották, a felszentelésére 1830. szeptember 12-én került sor Bodola János szolgálatával.
A templomot nem kímélték a viszontagságok: 1837-ben kisebbik (négymázsás) harangja megrepedt, 1843-ban a toronyóra javításra szorult, 1847-ben a tetőzetet vihar rongálta meg. 1854 augusztusában, a szabadságharc után kisajátította az osztrák katonai parancsnokság és katonai kórházként, majd gabonaraktárként használták. A reformátusok 1856 márciusában kapták vissza az épületet (addig a régi fatemplomot használták, melyet aztán 1857-ben le is bontottak), újbóli felszentelése Bodola Sámuel püspök vezetésével történt.
A templomhoz református fiúiskola, majd vegyes iskola is tartozott, mely kezdetben a rektor lakásában működött. 1848-ban már 175 tanulója volt, így az 1850-es években külön iskolaépületet emeltek a templom közelében, melyet 1891-ben átvett a város. A 20. század elején, Bernády György polgármesteri szolgálata alatt több új iskolaépületet emeltek a város tanulói számára, az egykori református iskolát pedig lakóházzá alakították át.
Orgonáját 1867-ben készítette Takácsy Ignác, az úrasztalát 1868-ban adományozta Szenkovitsné Rákosi Katalin. 1875-ben felújították az épületet, ekkor állították fel a nyolcszögű szószéket és koronáját Szöllősi Sámuel és Rozália adományából.

### A 20. századtól
1927–1930 között ismét felújították, ekkor nyerte el a templom klasszicizáló neobarokk arculatát, özvegy Páll Domokosné pedig egy tízmázsás harangot ajándékozott az egyházközségnek férje és fiai emlékére. A felújítás során több régi sírkő is előkerült az alapzatból. 1960-ban helyreállítási munkálatokat végeztek, ugyanis a boltozatot tartó diadalíven anyagfáradás jelei mutatkoztak (ennek szilárdságát már 1827-ben, az építés alatt megkérdőjelezték). További karbantartásokat végeztek az 1980-as és a 2000-es években.
A század első felében a vártemplomi és a kistemplomi körzethez megközelítőleg azonos számú család tartozott (az 1920-as években kb. 3000). A két belvárosi templom (a Vártemplom és a Kistemplom) ekkor még egy közös egyházközséget alkotott; szétválasztásuk csak a 20. század közepén valósult meg. A kommunista rendszerben végbemenő iparosítás és kiterjedt lakótelepek építése a város lakosságának növekedését vonta maga után, a templomépítési tilalomnak köszönhetően így irreálisan nagyszámú gyülekezetté vált a Kistemplom. Az 1980-as években közel húszezerre nőtt a hívek száma; istentiszteletek tartását még pótszékekkel is nehézkes volt megoldani. Ebben az időszakban általánossá vált, hogy évente 250-300 ifjú konfirmáljon. 20. századi jeles lelkipásztorai voltak Csiha Kálmán (1929–2007) és Varga László (1929–2017). A kommunizmus alatt koncepciós perekben elítélték, majd hosszú időre börtönbe zárták őket.
Az 1989-es rendszerváltás gyökeres változásokat hozott az egyházközség életében. Miután a városban sorra felépültek a lakótelepeket kiszolgáló református templomok, a Kistemplomhoz tartozó háztartások száma lecsökkent. Napjainkban a Belváros déli részén kívül már csak néhány lakóteleprész tartozik hozzá; 2015-ben a hívek száma 3000 körül volt.
A 2010-es években restaurálták a templomot, ennek során a lábazatot fedő kőlapok között több régi sírkőre bukkantak. Az évek során „ismeretlen tettesek” többször vandalizálták az épületet.

## Leírása
Egyhajós, félköríves fallal végződő, a Gecse Dániel (ma Ștefan cel Mare) utcára merőleges templomépület. Hossza 35, szélessége 13, magassága 9 méter; a torony magassága 19 méter. Tornya és főbejárata keleti részén van, további bejáratok vannak a déli és a nyugati részen (az utóbbit a 20. század végén készítették). A főkapu barokk stílusú kőkeretébe beépített tábla szövege Menjetek bé az Ur kapujin Hála adással. A lépcső mellett látható egy 1902-ben kihelyezett fémlap, melyre a tengerszint feletti magasságot jegyezték: Marosvásárhely sz. kir. város – 21 – 332,376 méter.
A toronytest áttöri és túlnövi a nyeregtetős fedelet; tetőzete ívesen követi a főpárkány vonalát. Körben az épület homlokzatait finom vonalvezetésű késői barokk díszítés jellemzi és dórfejezetes falsávok osztják mezőkre; ezek tengelyeiben helyezkednek el a félköríves, füzérdíszes ablakok. A hajó szélességében, a toronytest két oldalán nagyméretű karzat van; az ellenkező, nyugati oldalon pedig egy kisebb karzat az orgona számára.
Az 1850-es évekből származó református iskola épülete ma lakóház, a 26. szám alatt áll. A templom szomszédságában áll a gyülekezeti ház (1937), az utca túlsó oldalán pedig a parókia épülete a tanácsteremmel.

## Képek

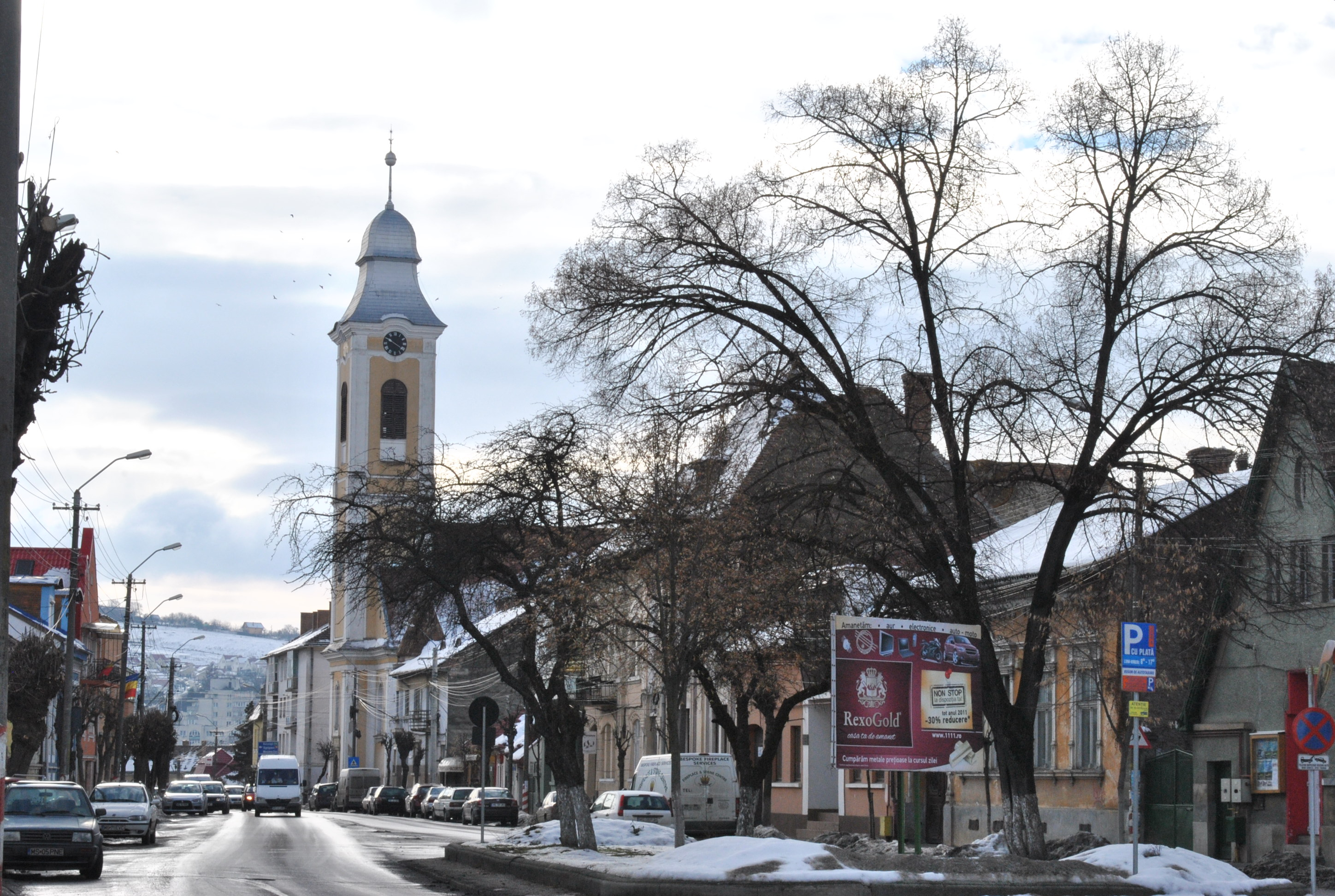
Utcakép
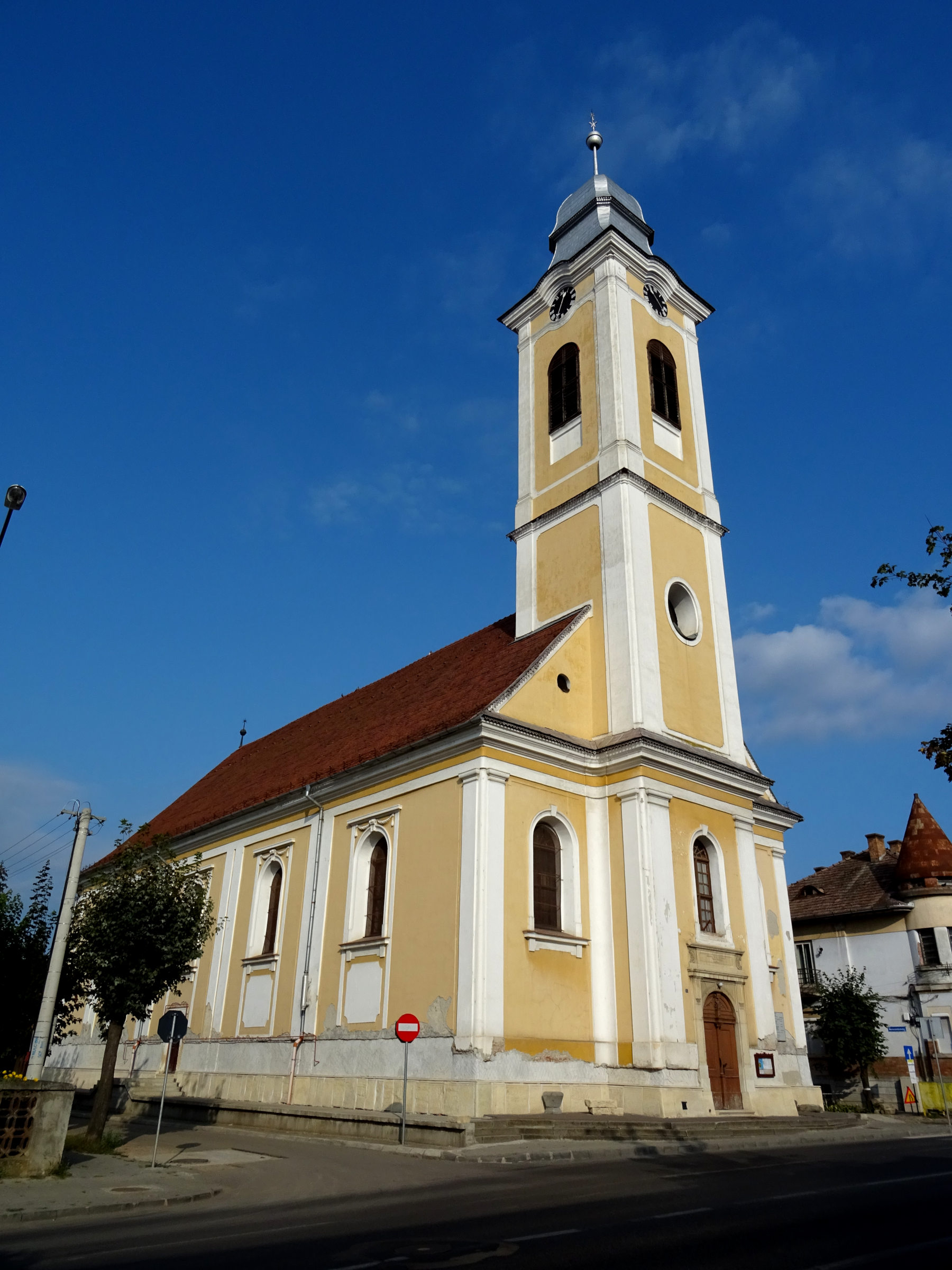
A templom
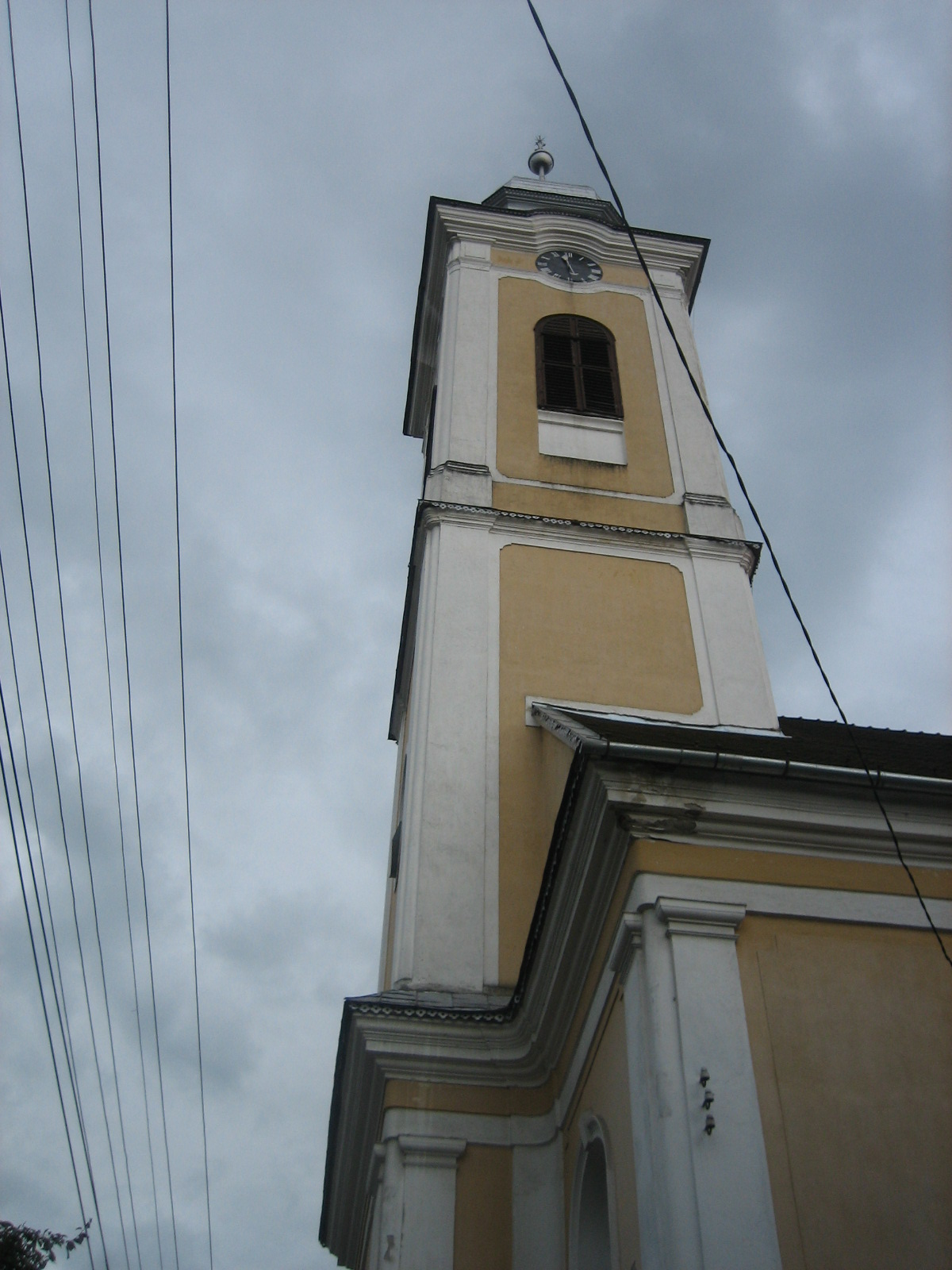
Tornya északról
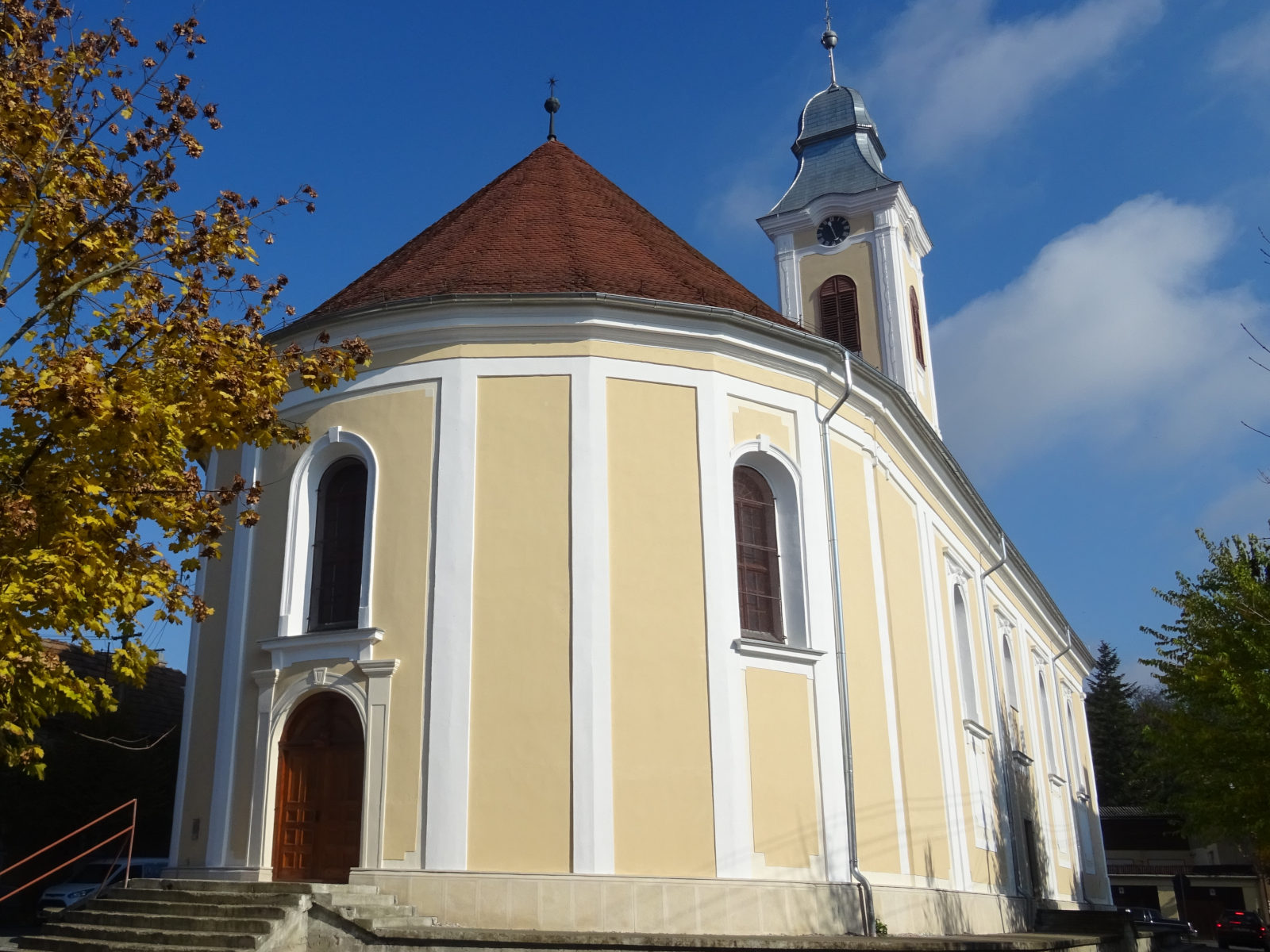
Nyugati része
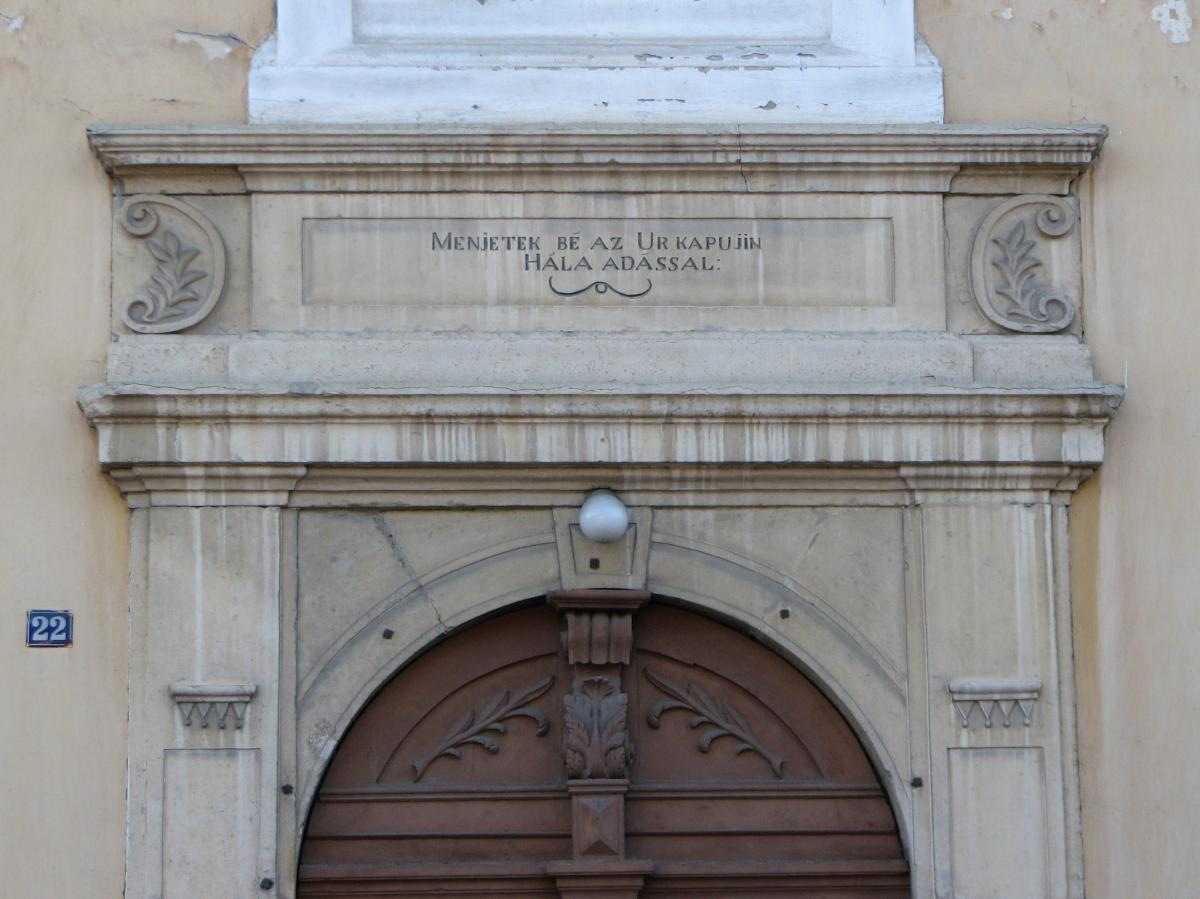
Bejárata